# بال‌نواری تاج‌سیاه
بال‌نواری تاج‌سیاه (نام علمی: Actinodura sodangorum)، پرنده‌ای غیرمهاجر از هندوچین از خانواده توکایان خندان (توکاهای خندان و وابستگان) است. نام Actinodura از واژه یونانی به معنای «دم پرتومانند» (actinodes و ura گرفته شده‌است)، درحالی‌که سودانگورم از تبار سودانگ (همچنین به نام Xo Dang نیز شناخته می‌شود) آمده‌است که در Ngoc Linh و دیگر مناطق در ویتنام، کامبوج و لائوس زندگی می‌کنند که در آن بال‌نواری‌های تاج‌سیاه در آنها پراکنده هستند.
آنها ساکن سه مکان در لائوس و هفت مکان در ویتنام هستند. آنها همچنین در مناطق مهم پرندگان و تنوع زیستی (IBA) از جمله فلات DakChung , Lo Xo Pass و Ngoc Linh یافت می‌شوند.
مشاهده‌ها یا از پرندگان تکی یا جفتی بوده‌است.
دوره نسلی حدود ۵٫۵ سال است.
نابودی زیستگاه آن را تهدید می‌کند و در فهرست سرخ IUCN در رده نزدیک تهدید قرار گرفته‌است.